# Delta Volgăi

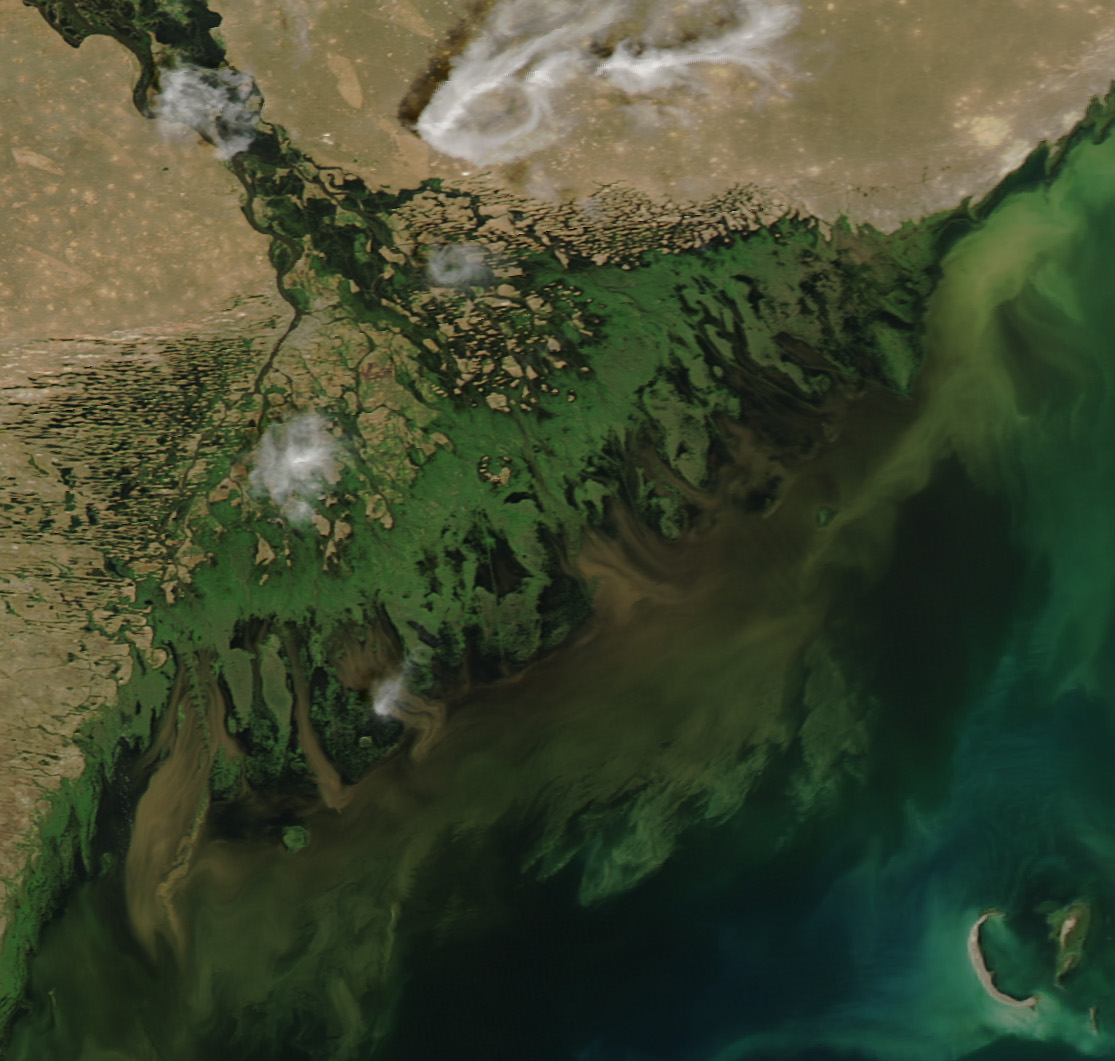
Delta Volgăi văzută de pe orbita Pământului

Delta Volgăi (în rusă Дельта Волги) este cea mai mare deltă din Europa, având o lungime de 160 km. Aceasta se începe prin separarea de la Volga a brațului Buzan (46 km nord de Astrahan) și are peste 500 de brațe mari și mici, canale și râușoare. Brațele cele mai mari sunt: Bahtemir, Kamîziak, Staraia Volga, Bolda, Buzan, Ahtuba și Kigaci. Ele formează un sistem de cursuri mai mici (cu o lățime de 30-40 de metri și un debit volumic de curgere de cel puțin de 50 m/s), care constituie baza rețelei hidrografice a deltei în întregime.
Este o deltă relativ nouă, care crește într-un ritm susținut. Dacă în anul 1880 acoperea o suprafață de doar 3.222 km2, astăzi magnifica Deltă a Volgăi se întinde pe 27.224 km2 (o creștere de 9 ori în 130 de ani).

## Fauna și flora
Delta Volgăi este un important loc de popas și cuibărit pentru păsări de apă, păsări de pradă și alte passeriforme (flamingo, pelicani, stârci). Cu toate că este celebră la nivel mondial pentru numeroasele specii de sturioni care încă abundă în apele sale, crapii și somnii reprezintă grosul populației piscicole de la gurile de vărsare ale Volgăi.

## Impact antropic
Între anii 1984-2001, delta și-a pierdut circa 277 km2 de mlaștini, din pricina agriculturii extensive. În prezent, aici, toate activitățile agricole și industriale sunt interzise, autoritățile străduindu-se să găsească o soluție care să ducă la stoparea deșeurilor industriale și a fertilizanților aruncați în amonte. Fenomenele negative au dus recent la eutrofizarea apelor salmastre de la vărsarea în Caspica. Din 1919 se află sub protecția statului ca Rezervația naturală Astrahan.